# Macy Gray
Macy Gray, geboren als Natalie Renee McIntyre (Canton (Ohio), 6 september 1967), is een Amerikaanse neo soul/r&b-zangeres, liedjesschrijver en actrice.
Onder de naam Macy Gray bracht McIntyre tot nu toe vijf studio-albums, een livealbum en een gecompileerd album uit.
Macy Gray heeft in verscheidene films gespeeld, waaronder Scary Movie 3, Training Day en Spider-Man. Grays grootste hit is de single I Try.

## Carrière
Grays carrière begon na haar verhuizing naar Los Angeles in 2000. "I've committed murder" en "Why don't you call me?" waren daar kleine hits.
In 2001 won Gray de Grammy Award voor Beste Vrouwelijke Bijdrage (Pop) voor "I try", dat ook was genomineerd voor het beste lied en de beste productie van het jaar. Daarna ging ze samenwerken met Fatboy Slim (op Halfway Between the Gutter and the Stars), The Black Eyed Peas en Slick Rick ("The World Is Yours" van de Rush Hour 2 soundtrack), evenals acteren in Training Day. In augustus 2001 was Gray betrokken bij een incident. Ze werd uitgejoeld, omdat ze bij een optreden voor de aanvang van een footballwedstrijd de tekst vergat van het Amerikaanse volkslied. Enige tijd later werd haar nieuwe album The Id uitgebracht. Samen met de ongelukkige timing (de aanslagen van 11 september hadden net plaatsgevonden), was de controverse rond de vergeten tekst een mogelijke oorzaak van de slechte verkoop van het album.
In 2002 was ze als zichzelf te zien in de film Spider-Man en werkte ze samen met Santana op zijn album Shaman. In 2003 bracht ze haar album The Trouble With Being Myself uit.
In 2022 vertegenwoordigde Gray haar geboortestaat Ohio op het eerste American Song Contest. Ze trad aan met het lied Every night dat ze samen met The California Jet Club en Maino ten gehore bracht. De jury zette de act op de zesde plaats in hun voorronde en ook de televoting gaf hen niet genoeg punten om door te stoten naar de halve finales.
Gray was van 1996 tot 1998 getrouwd met Tracy Hinds; ze hebben samen drie kinderen. Daarnaast opende ze een muziekschool, getiteld "The Macy Gray Music Academy".

## Discografie
Macy Gray heeft het record voor meeste hits in de Top 40 zonder top 30-hit.

### Albums
| Album met eventuele hitnotering(en) in de Nederlandse Album Top 100 | Datum van verschijnen | Datum van binnenkomst | Hoogste positie | Aantal weken | Opmerkingen |
| ------------------------------------------------------------------- | --------------------- | --------------------- | --------------- | ------------ | ----------- |
| On how life is                                                      | 1999                  | 07-08-1999            | 28              | 49           |             |
| The id                                                              | 2001                  | 29-09-2001            | 20              | 16           |             |
| The trouble with being myself                                       | 2003                  | 03-05-2003            | 18              | 21           |             |
| The very best of Macy Gray                                          | 2004                  | 04-09-2004            | 50              | 4            |             |
| Big                                                                 | 2006                  | 31-03-2007            | 56              | 10           |             |
| The Sellout                                                         | 21-06-2010            | 26-06-2010            | 76              | 3            |             |

### Singles
| Single met eventuele hitnotering(en) in de Nederlandse Top 40 | Datum van verschijnen | Datum van binnenkomst | Hoogste positie | Aantal weken | Opmerkingen             |
| ------------------------------------------------------------- | --------------------- | --------------------- | --------------- | ------------ | ----------------------- |
| Do something                                                  | 1999                  | 31-07-1999            | 35              | 2            |                         |
| I try                                                         | 1999                  | 25-12-1999            | 39              | 2            |                         |
| Demons                                                        | 2001                  | 27-01-2001            | 39              | 2            | met Fatboy Slim         |
| Request & line                                                | 2001                  | 03-02-2001            | tip27           | -            | met The Black Eyed Peas |
| Sweet baby                                                    | 2001                  | 29-09-2001            | 40              | 2            | met Erykah Badu         |
| Sexual revolution                                             | 2002                  | -                     |                 |              |                         |
| When I see you                                                | 2003                  | 26-04-2003            | tip18           | -            |                         |
| Beauty In The World                                           | 2010                  | -                     |                 |              |                         |

## Filmografie
- 2001 Spider-Man
- 2001   Training Day
- 2003 Scary Movie
- 2004 Lakawanna Blues
- 2004   Around the World in 80 Days
- 2005 The Crow: Wicked Prayer
- 2005   Shadowboxer
- 2005   Domino
- 2006 Idlewild Blues

### Dvd
- Live in Las Vegas (30 augustus 2005)

## Prijzen en nominaties

### 1999
- 1999 Grammy Award-nominaties voor Beste nieuwkomer en Beste vrouwelijke r&b-rtiest ("Do Something").
- 1999 Soul Train Award-nominatie voor Beste r&b/soulalbum (Vrouwen) ("On How Life Is").

### 2000
- 2000 MTV Video Music Awards gewonnen in de categorieën Beste nieuwkomer ("I Try") en Beste cinematografie ("Do Something").
- 2000 MTV Video Music Awards-nominaties voor Video van het jaar (vrouwen) ("I Try") en Beste artdirection ("I Try").
- 2000 Grammy Award gewonnen voor Beste vrouwelijke popartiest ("I Try").
- 2000 Grammy Award nominaties voor Opname van het jaar en Lied van het jaar (beiden "I Try").
- 2000 American Music Awards-nominatie voor Favoriete nieuwkomer - pop / rock.

### 2001
- 2001 MTV Video Music Awards-nominaties voor Doorbraak ("Geto Heaven").
- 2001 Billboard Music Video Awards-nominaties voor Beste rap/hiphopvideoclip ("Request Line") en Regisseur van het jaar.

- Biblioteca Nacional de España: XX5539046
- Bibliothèque nationale de France: cb14025136m (data)
- Gemeinsame Normdatei: 135134986
- International Standard Name Identifier: 0000 0001 1838 6026
- Library of Congress Control Number: no99078321
- MusicBrainz: 48772747-4cda-4ba8-b470-cfd5a32e05f7
- Nationale Bibliotheek van Tsjechië: xx0059671
- Nationale Bibliotheek van Israël: 987007441255105171
- Nederlandse Thesaurus van Auteursnamen: 191425273
- Virtual International Authority File: 7587224
- WorldCat: E39PBJr7VjwVxpfbYj8wmMk7HC